# Johann Magnus von Baer
Johann Magnus von Baer, auch Magnus Johann Baer von Huthorn (* 24. Maijul. / 4. Juni 1765greg. in Piibe, heute Landgemeinde Rakke, Estland; † 19. August 1825 in Königsberg, Preußen) war ein deutschbaltischer Ritterschaftshauptmann und Landrat in Estland.

## Politik
Johann Magnus von Baer wurde in eine wohlhabende adlige deutschbaltische Familie auf dem Gut Piibe (deutsch Piep) geboren. Die Familie war Mitte des 16. Jahrhunderts von Westfalen nach Livland eingewandert. Seinem Vater, Heinrich Johann von Baer (1723–1776), und seiner Mutter, Anna Louise von Freymann (1734–1814), gehörten unter anderem auch die Landgüter von Selli, Lasila und Kiidjärve.
Johann Magnus von Baer war als Hakenrichter tätig. Von Juni 1815 bis Februar 1818 war er Ritterschaftshauptmann der Estländischen Ritterschaft. Später war er Landrat in Estland.

## Privatleben
Von Baer heiratete 1787 auf dem Gut Vohnja seine Cousine Juliane Louise von Baer (1764–1820), eine Tochter des russischen Majors Andreas Magnus Baer von Huthorn. Berühmtester Sohn aus der Ehe war der deutschbaltische Naturforscher Karl Ernst von Baer (1792–1876). Die weiteren Kinder waren:
- Louise Charlotte von Baer (1787–1862)
- Ludwig Heinrich Magnus von Baer (1789–1834)
- Andreas Johann Gustav von Baer (1796–1856)
- Helene Juliane von Baer (1798–1834)
- Caroline Emilie von Baer (1799–1866)
- Euphrosine Adeline von Baer (1806–1879)